# Aseraggodes kobensis
Aseraggodes kobensis är en fiskart som först beskrevs av Steindachner, 1896.  Aseraggodes kobensis ingår i släktet Aseraggodes och familjen tungefiskar. Inga underarter finns listade i Catalogue of Life.